# Castel Sismondo

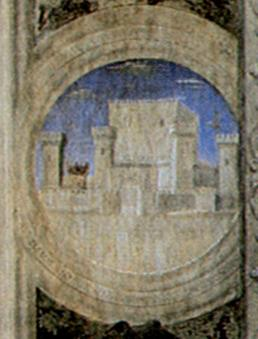
Piero della Francesca, Sigismondo Pandolfo Malatesta in preghiera davanti a san Sigismondo, dettaglio con la veduta di Castel Sismondo

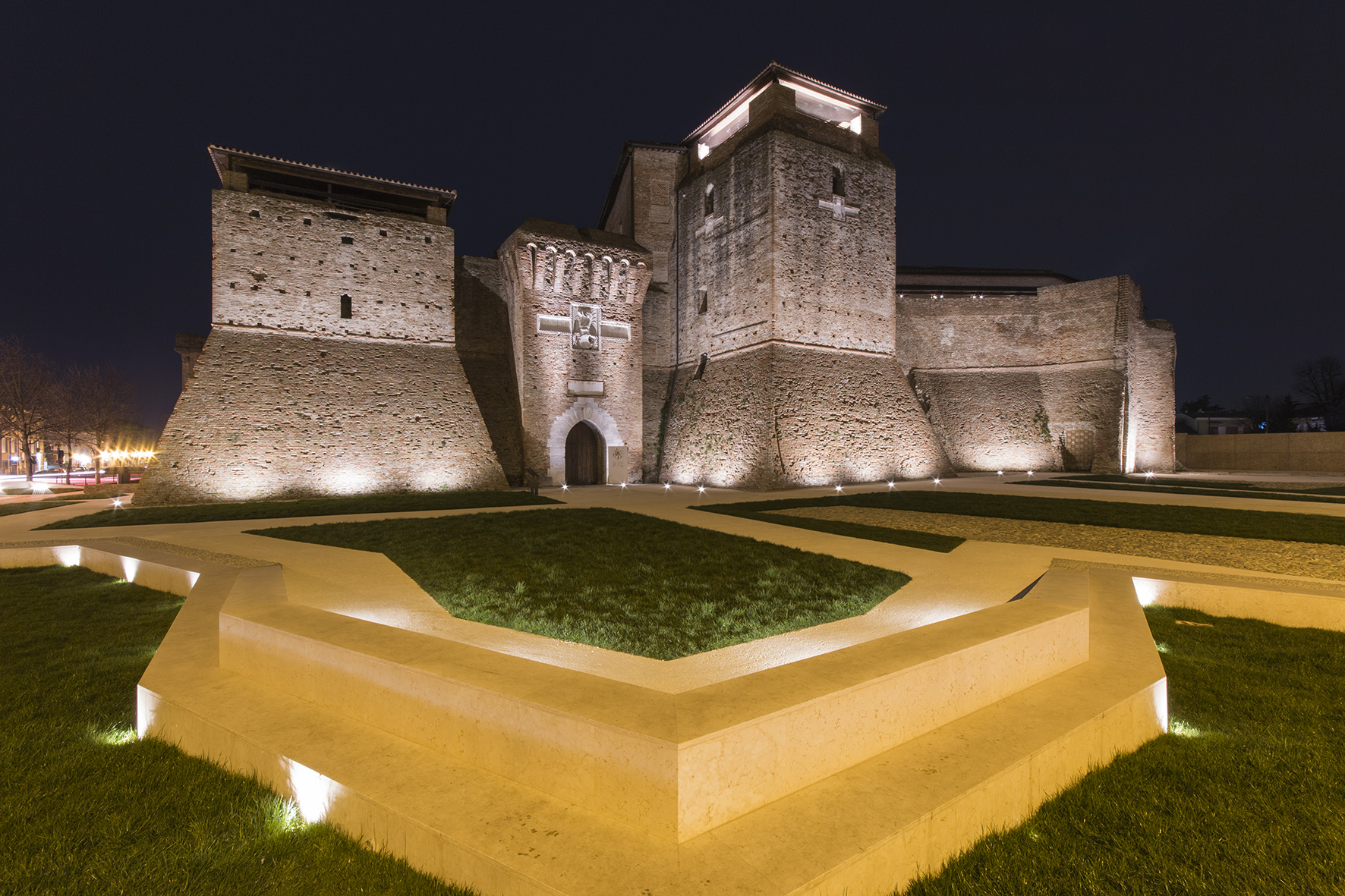
Veduta notturna del castello

Castel Sismondo è un castello di Rimini del XV secolo ideato e costruito da Sigismondo Pandolfo Malatesta, a quell'epoca signore di Rimini e Fano. Rimane solo il nucleo centrale del castello intero il quale era originariamente difeso da un ulteriore giro di mura e da un fossato.

## Storia

### Le origini
Castel Sismondo fu costruito per volere di Sigismondo Pandolfo Malatesta a partire dal 1437, in un periodo di grande prosperità per la signoria malatestiana. Fu ideato come fortezza e palazzo al tempo stesso, di grandiose proporzioni, che dovesse rappresentare visivamente il potere e la supremazia del signore sulla città.
Sigismondo, celebrato come architetto dell'opera dagli scrittori di corte, fu verosimilmente ispiratore e coordinatore del progetto, per la sua esperienza di condottiero e la grande conoscenza delle arti belliche. Di certo il signore fu affiancato da progettisti ed ebbe la consulenza, poco dopo l'inizio dei lavori, di Filippo Brunelleschi, architetto di grande prestigio chiamato a Rimini nel 1438 per eseguire sopralluoghi nelle principali fortezze della signoria. Alla fabbrica inoltre lavorarono, prima dell'arrivo di Brunelleschi e ancora nel 1454, Cristoforo Foschi e Matteo Nuti.

### La costruzione della rocca

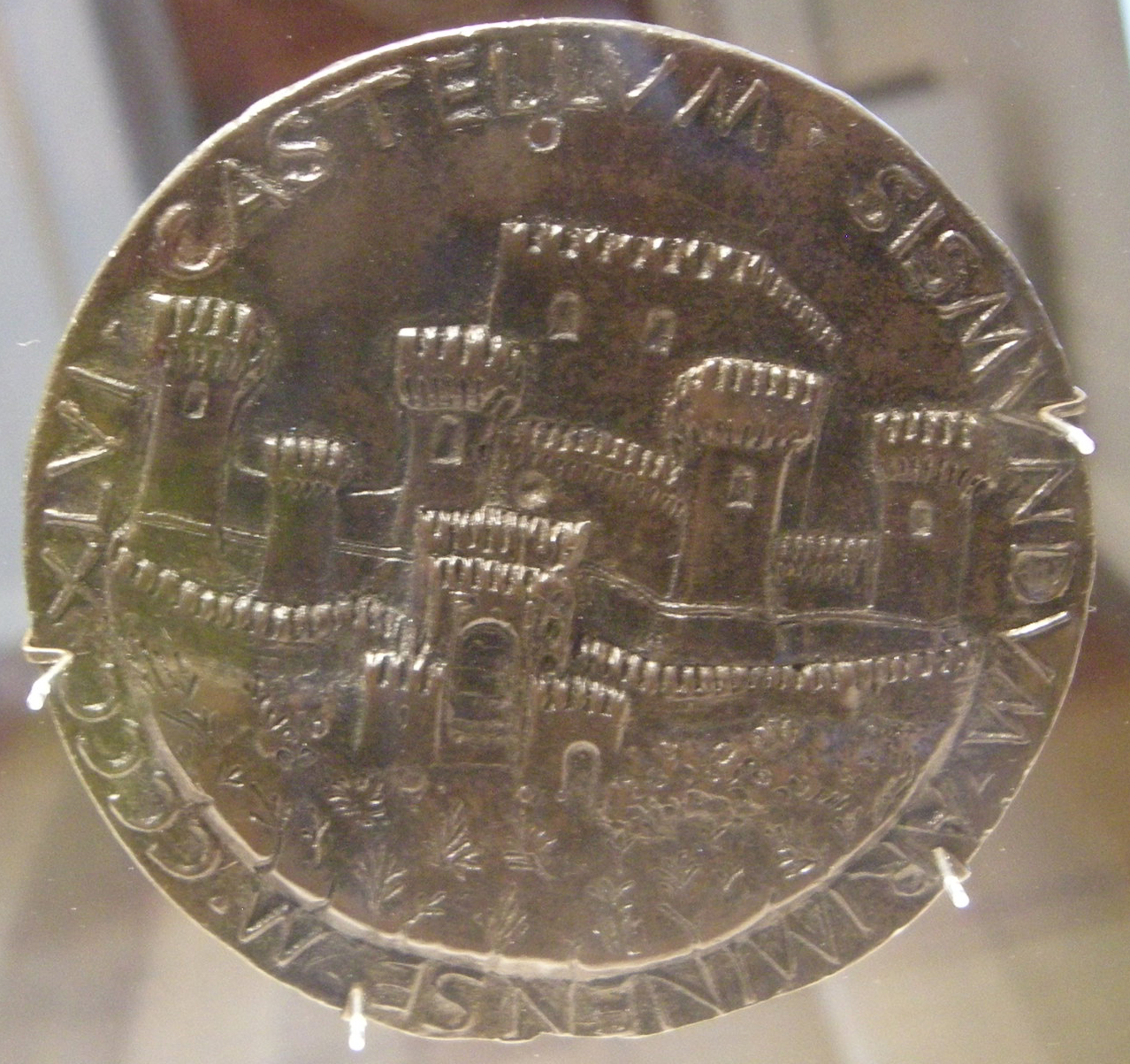
Matteo de' Pasti, Medaglia celebrativa con veduta di Castel Sismondo nel verso (1454-60 c.)

La costruzione della rocca sfruttò in parte strutture preesistenti: un grande complesso fortificato costruito da Galeotto Roberto, fratello di Sigismondo e suo predecessore, case malatestiane duecentesche (forse torri residenziali) e un breve tratto delle mura urbane di età federiciana. Il complesso originario, sorto nella zona denominata Gattolo di Santa Colomba, nel rione Cittadella doveva probabilmente risultare angusto e inadeguato per la corte di Sigismondo. Era costituito da una serie di edifici raccolti intorno ad un torrione centrale, con l'ingresso sulla piazza della cattedrale difeso sulla sinistra da una seconda torre.
Lo storico cinquecentesco Baldo Branchi ricorda come il signore avesse proceduto distruggendo gli antichi palazzi e le abitazioni dei suoi avi, ad eccezione del "palazzo maggiore", intorno al quale costruì il nuovo complesso, probabilmente ricavando materiali da costruzione di recupero dalla demolizione delle fabbriche esistenti. 
Le fortificazioni esistenti furono rafforzate e adattate alle nuove esigenze militari con il rialzamento dei camminamenti e del muro di cinta, la regolarizzazione e l'ampliamento del fossato, la costruzione di nuove torri e, dopo la morte di Sigismondo, con l'edificazione di una seconda cinta, più esterna, aperta da due doppie porte di ingresso, una rivolta verso la città e l'altra verso la campagna.
La costruzione iniziò il 20 maggio 1437 alle ore 18.48: il momento della fondazione fu deciso da Sigismondo sulla base di calcoli elaborati con precisione dagli astrologi di corte.
Durante i lavori, al fine di creare un'ampia fascia di rispetto intorno al fossato, fu demolito un intero complesso di edifici, tra i quali il battistero di San Giovanni, il convento di Santa Caterina e il vescovado. Per esigenze difensive, inoltre, fu ordinata la demolizione della parte superiore del campanile della cattedrale.
I lavori di costruzione del castello durarono circa 15 anni, anche se le iscrizioni apposte sul portale d'ingresso e su alcuni torrioni fanno risalire la sua inaugurazione al 1446; tuttavia taluni lavori si protrassero fino al 1454, ed è possibile che la rocca non sia mai stata compiuta secondo il progetto originario.
L'immagine dell'antica grandezza del castello è ricordata in una medaglia celebrativa di Matteo de' Pasti e in un particolare del celebre affresco di Piero della Francesca nel Tempio Malatestiano. La rocca è raffigurata in prospettiva, in modo univoco e coerente con tutte le rappresentazioni dell'epoca, compresa quella del bassorilievo del Cancro nella cappella dei pianeti e dei segni zodiacali: chiusa da una cinta di alte torri all'interno della quale svetta l'imponente mastio.

### Le trasformazioni dei secoli XVI-XIX
Il declino della signoria malatestiana, alla fine del XV secolo, determinò l'inizio di un lungo periodo di decadenza. Il castello fu destinato unicamente a scopi militari, perdendo definitivamente il carattere di residenza, e fu soggetto a radicali lavori per rispondere alle mutate necessità di difesa dovute al rapido sviluppo delle armi da fuoco.
Nel 1503, durante il breve periodo di dominazione veneziana, il castello fu oggetto di un sopralluogo del provveditore Vincenzo Valier, che lo ritenne inadeguato dal punto di vista balistico alle moderne esigenze difensive. 
Importanti cambiamenti del perimetro murario, come l'introduzione di bastioni poligonali in luogo di quelli quadrangolari del XV secolo, sono documentati dalla più antica planimetria esistente di Castel Sismondo, disegnata nel 1526 da Antonio da Sangallo il giovane.
Tra il 1624 e il 1626 Castel Sismondo fu interessato da nuovi restauri e trasformazioni, con l'aggiunta di cannoniere, la demolizione delle sommità delle torri per sistemarvi i mortai, il rialzamento delle quote esterne e la demolizione del rivellino verso la campagna, e assunse il nome di Castel Urbano, in onore del pontefice Urbano VIII. Nello stesso periodo furono ricostruiti i muri di controscarpa e i tetti e furono rinnovati la cappella e i magazzini.
Nel 1821 il castello venne adibito a caserma dei carabinieri. L'assetto della fortezza subì nel 1826 ulteriori estese modifiche con la distruzione della cinta e dei baluardi esterni, il riempimento del fossato, la demolizione della terza torre e la costruzione di un magazzino di sale addossato ai bastioni. La rocca fu adibita a caserma, deposito e infine nel 1857 a prigione, funzione che mantenne fino al 1967.

### I restauri del Novecento
In anni recenti Castel Sismondo è stato oggetto di un generale restauro, diretto da Carla Tomasini Pietramellara, che ne ha permesso la fruizione da parte del pubblico, la conservazione e la comprensione delle fasi costruttive. L'accessibilità è stata garantita con l'introduzione di ascensori, passerelle e nuovi corpi scala di disegno contemporaneo all'interno del mastio e dell'ala di Isotta. 
Nel corso dei lavori sono emerse preesistenze di età romana e altomedievale, tra cui i resti delle mura tardo imperiali (il cui tracciato segue esattamente il fronte sud-occidentale del mastio), una porta e le fondazioni di una torre, che sono stati resi visibili e integrati nella nuova sistemazione dei percorsi e degli spazi espositivi.
Dal 2019 sono in corso i lavori per il ripristino di 3 dei 6 metri di profondità del fossato orientale, mentre sul lato occidentale è stata liberata la "corte a mare", lasciata a prato.

## Architettura

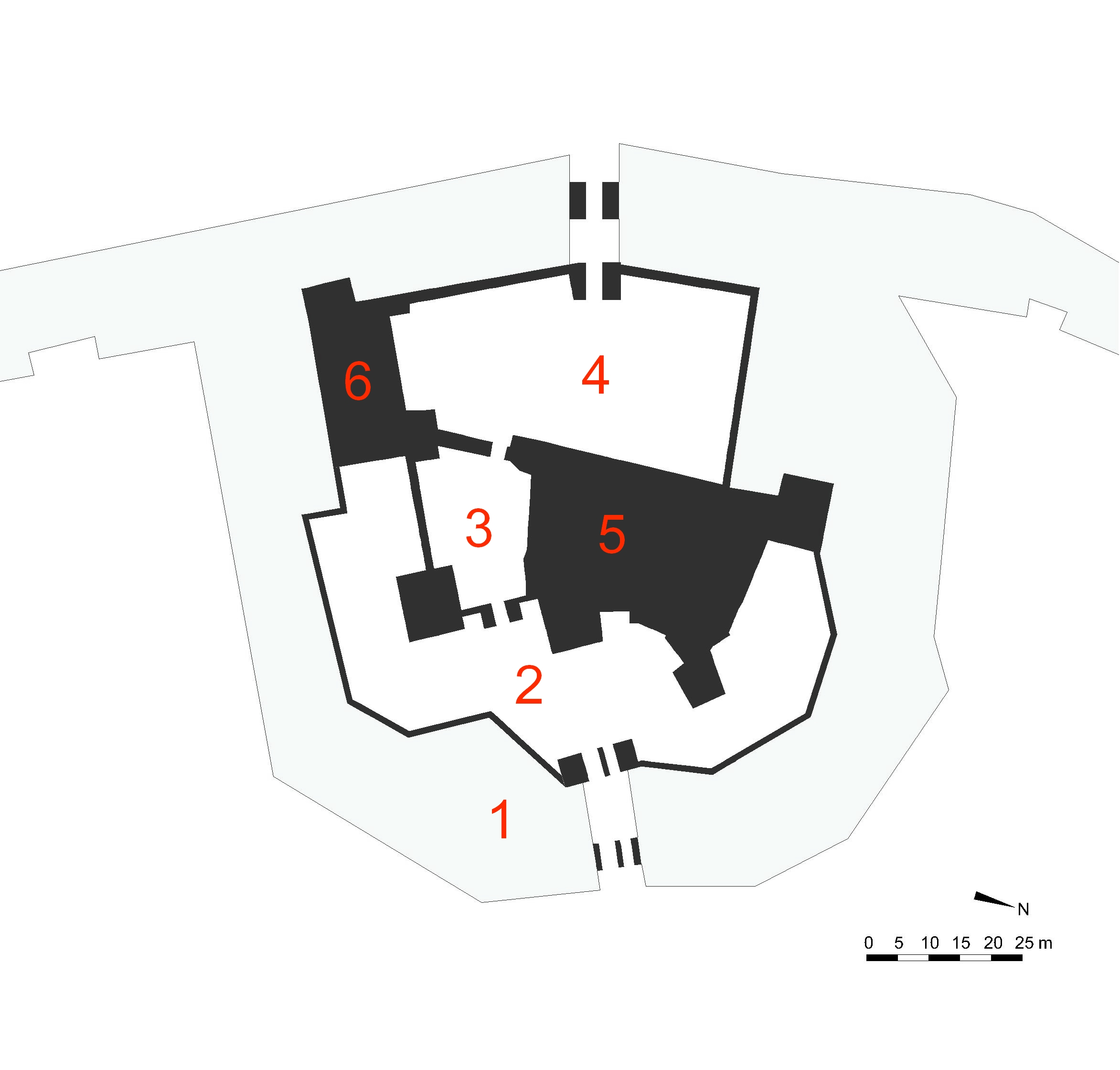
Ricostruzione del castello nell’assetto della metà del XV secolo. Sono indicati: il fossato (1), la corte a mare (2), la corte di mezzo (3), la corte del soccorso (4), il mastio (5) e il palazzo di Isotta (6)

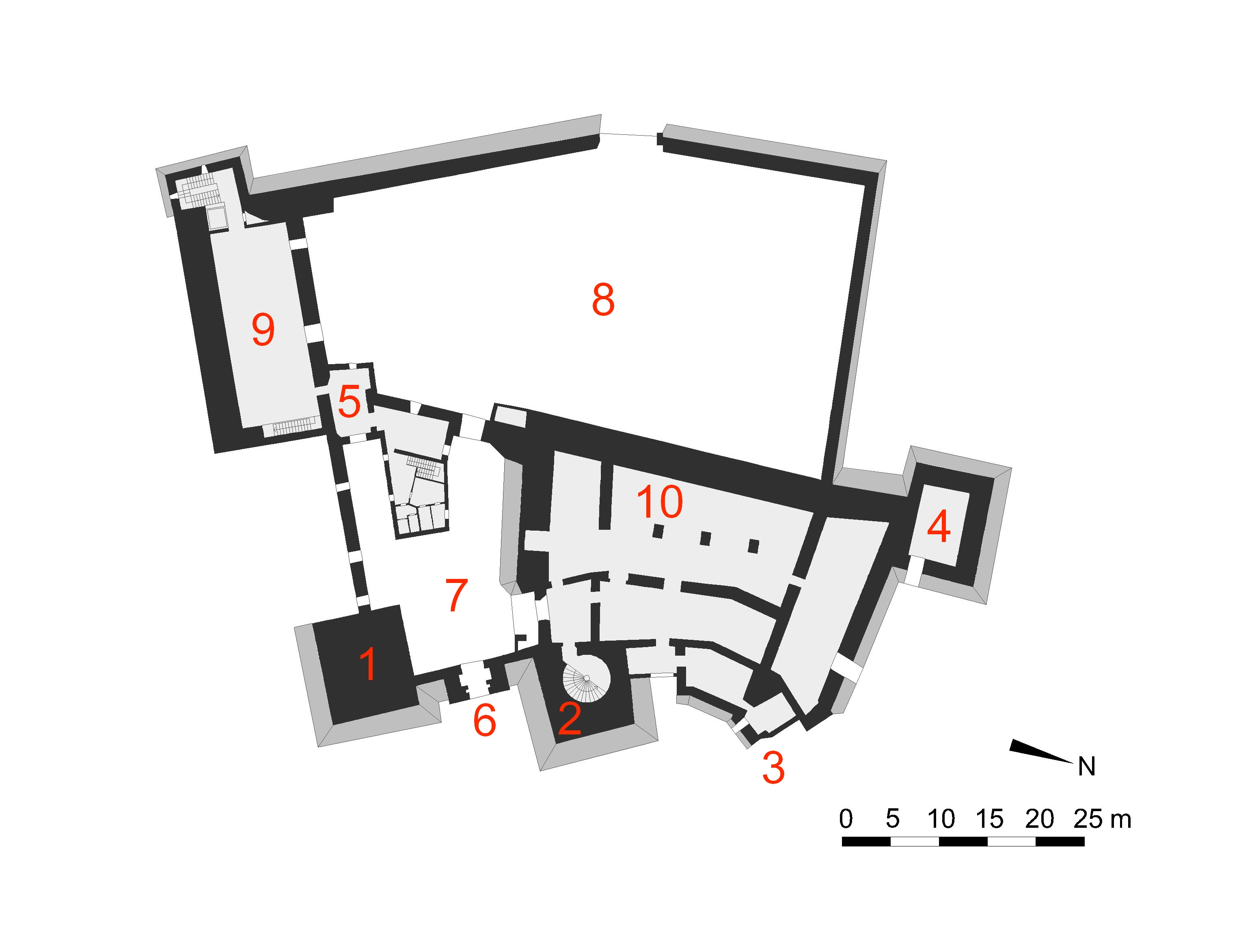
Pianta del piano terra del castello. Sono indicati: le torri esistenti (1,2,4) e le torri distrutte della cinta interna(3,5), l’ingresso alla rocca di mezzo (6), la corte di mezzo (7), la corte del soccorso (8), il palazzo di Isotta (9) e il mastio (10)

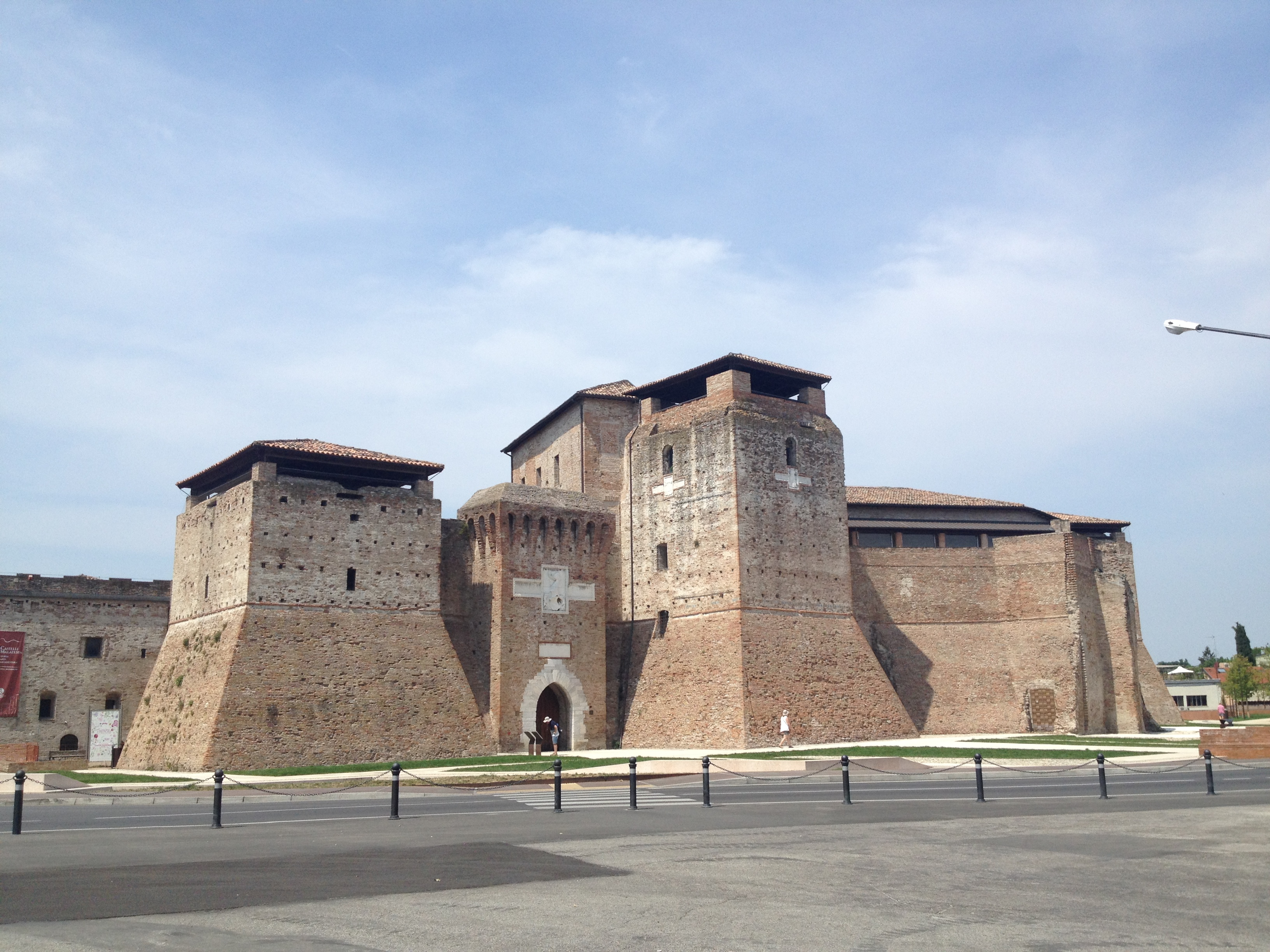
Il castello nel 2019

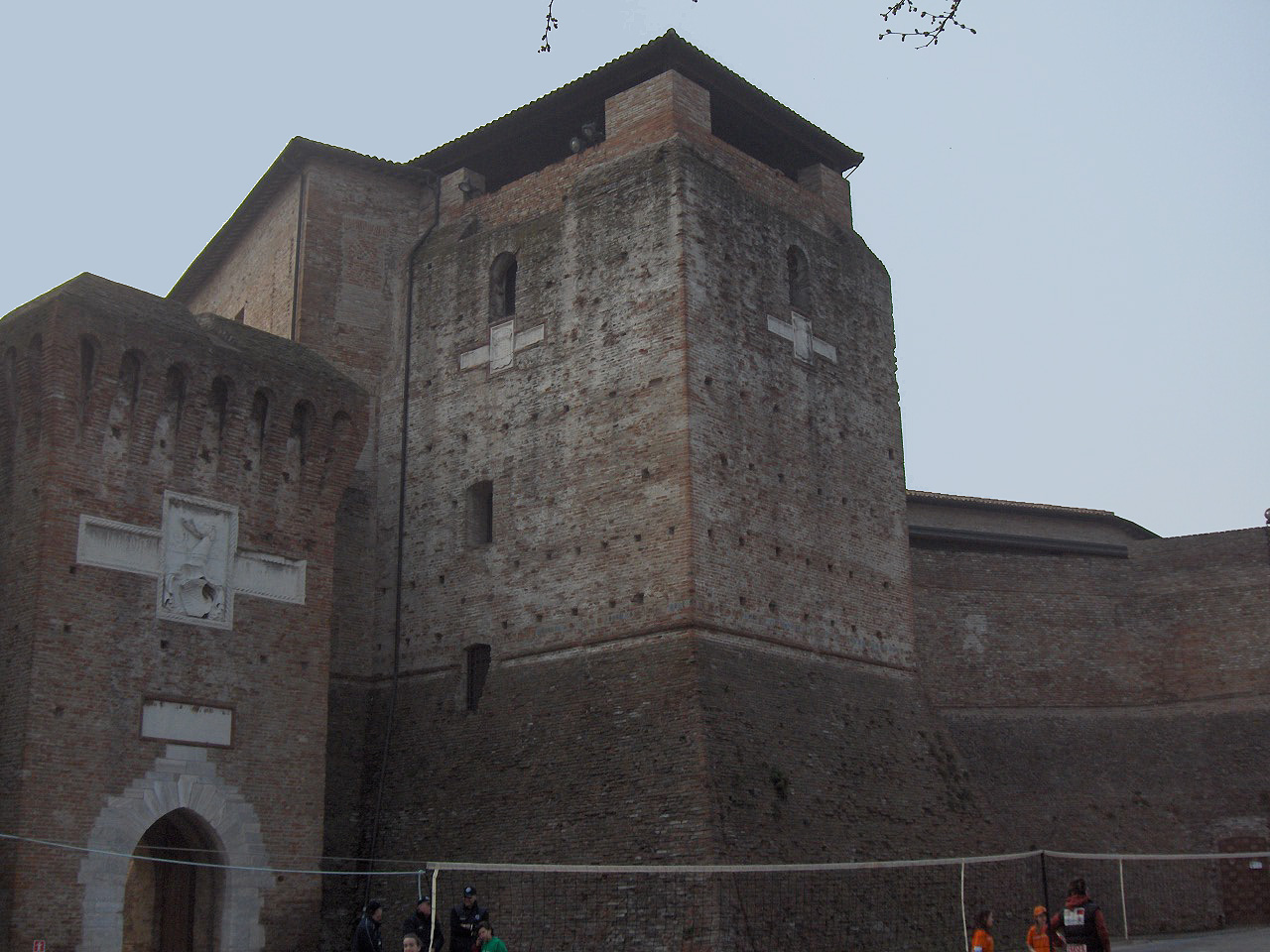
Il castello nel 2006

Castel Sismondo era un complesso di grandiose dimensioni, simile ad una cittadella fortificata, e interamente circondato da un enorme fossato asciutto, al centro del quale scorreva un rigagnolo denominato “fustigata”. 
Il fossato era predisposto per l'allagamento, che poteva avvenire solo sfruttando particolari sistemi idrici, essendo posto ad un livello superiore rispetto al fiume Marecchia.
Il castello era interamente racchiuso da un'alta cinta esterna dall'andamento irregolare, entro la quale si aprivano due grandi spazi aperti: la corte a mare, rivolta verso la città, e la corte del soccorso, verso la campagna.
Le due corti comunicavano attraverso una corte minore ricavata all'interno del nucleo centrale del castello, la rocca di mezzo, a sua volta diviso in due corpi di fabbrica principali: il mastio e l'ala di Isotta, collegati ad un livello intermedio tra il primo e il secondo piano attraverso un passaggio coperto. La rocca di mezzo e le due corti erano presidiate ognuna da una propria guarnigione e da un castellano; nel complesso risultano tuttavia scarsi gli alloggi per i soldati, che dovevano essere in numero molto limitato.
Roberto Valturio, nel suo trattato De re militari, magnificò il castello ricordandone le enormi dimensioni (350 passi), la grandiosità delle scarpe, paragonate a piramidi, il numero di finestre (160), torri (6, alte 80 piedi) e ponti (4), l'ampiezza del cammino di ronda, la complessità dell'articolazione e l'imponenza dei terrapieni. 
Lo storico ne celebrò la bellezza architettonica e la solidità di fortificazione militare, riconoscendo il castello non solo come fondamentale difesa per la città, ma come motivo di ammirazione per l'Italia intera.
È nota attraverso i documenti storici l'esistenza di passaggi sotterranei percorribili a cavallo che comunicavano direttamente con l'esterno e di trabocchetti con pozzi a rasoio, utilizzati con efferatezza dal nipote di Sigismondo, Pandolfo IV, detto “Pandolfaccio”. Egli era solito condurre gli sventurati innanzi ad un'immagine della Vergine dipinta sul muro, in un punto in cui nel pavimento si apriva, al di sotto di una tavola di legno, una profonda fossa dalle pareti ricoperte di ferri acuminati.
La rocca era caratterizzata all'esterno da una vivace policromia, creata con intonaci dai colori araldici malatestiani (verde, rosso e bianco), testimoniati da scritti del XV secolo, dalla rappresentazione di Piero della Francesca nell'affresco al Tempio Malatestiano e da tracce di velature rosse rinvenute tra i beccatelli sulla torre portaia. Le forme architettoniche, le soluzioni spaziali degli interni e le scelte decorative volute da Sigismondo per il castello appartengono ancora pienamente al gusto del gotico cortese internazionale.
L'impianto generale di Castel Sismondo ha invece carattere di assoluta modernità per l'epoca e rappresenta la realizzazione di un'operazione concettuale che anticipa le teorizzazioni di Francesco di Giorgio Martini sulle nuove tecniche militari. Castel Sismondo è stato considerato il primo castello moderno per l'impianto vagamente stellare rafforzato da torri protese verso l'esterno. 
La grande conoscenza del Malatesta dell'arte militare del tempo e delle nuove artiglierie, permise la commissione di una struttura fortificata alla moderna, capace cioè di resistere alla forza distruttrice delle armi da fuoco. Le cortine infatti, sono molto più robuste del solito e gli stessi grandi torrioni quadrangolari accoglievano al loro interno un cannone in bronzo ciascuno.
Come nel Tempio Malatestiano, anche nel castello convivono elementi architettonici e decorativi discordanti, testimoni della transizione avvenuta nella prima metà del XV secolo tra la tradizione medievale e la cultura nuova del Rinascimento.

### La corte a mare
La corte a mare, costruita da Sigismondo davanti al fronte principale della rocca, era circondata da grandi bastioni poligonali. Dal punto di vista dell'arte bellica era una “falsa braga”, utilizzata per la difesa radente per rendere difficile l'attacco diretto alle torri della cinta interna. La corte fu distrutta insieme alla cinta esterna nel XIX secolo e di essa non restano tracce, essendo stato colmato il fossato che ne definiva il perimetro. L'ingresso alla corte a mare avveniva tramite una torre portaia dotata di due porte, una carrabile a sinistra ed una pedonale a destra, preceduta da due ingressi difesi e due ponti levatoi.

### La corte del soccorso
La corte del soccorso, più antica e tuttora esistente, è una vasta spianata erbosa di forma trapezoidale irregolare, e costituiva originariamente una vera e propria piazza d'armi. È chiusa su lato sud-occidentale da un tratto delle mura urbane e su quello occidentale da un breve tratto di mura che si collega alla quarta torre. 
Sugli altri lati si affacciano il fronte posteriore del mastio, caratterizzato da un'imponente scarpa, e quello dell'ala di Isotta. Il muro sud-occidentale ha perduto interamente il cammino di ronda sommitale ed è interrotto al centro dalla breccia dell'ingresso posteriore, corrispondente alla distrutta torre portaia, che metteva in comunicazione la corte con la campagna circostante. Questo fronte della rocca era difeso esternamente da un rivellino, ma era ritenuto più sicuro degli altri perché circondato da terreno acquitrinoso.

### La cinta interna

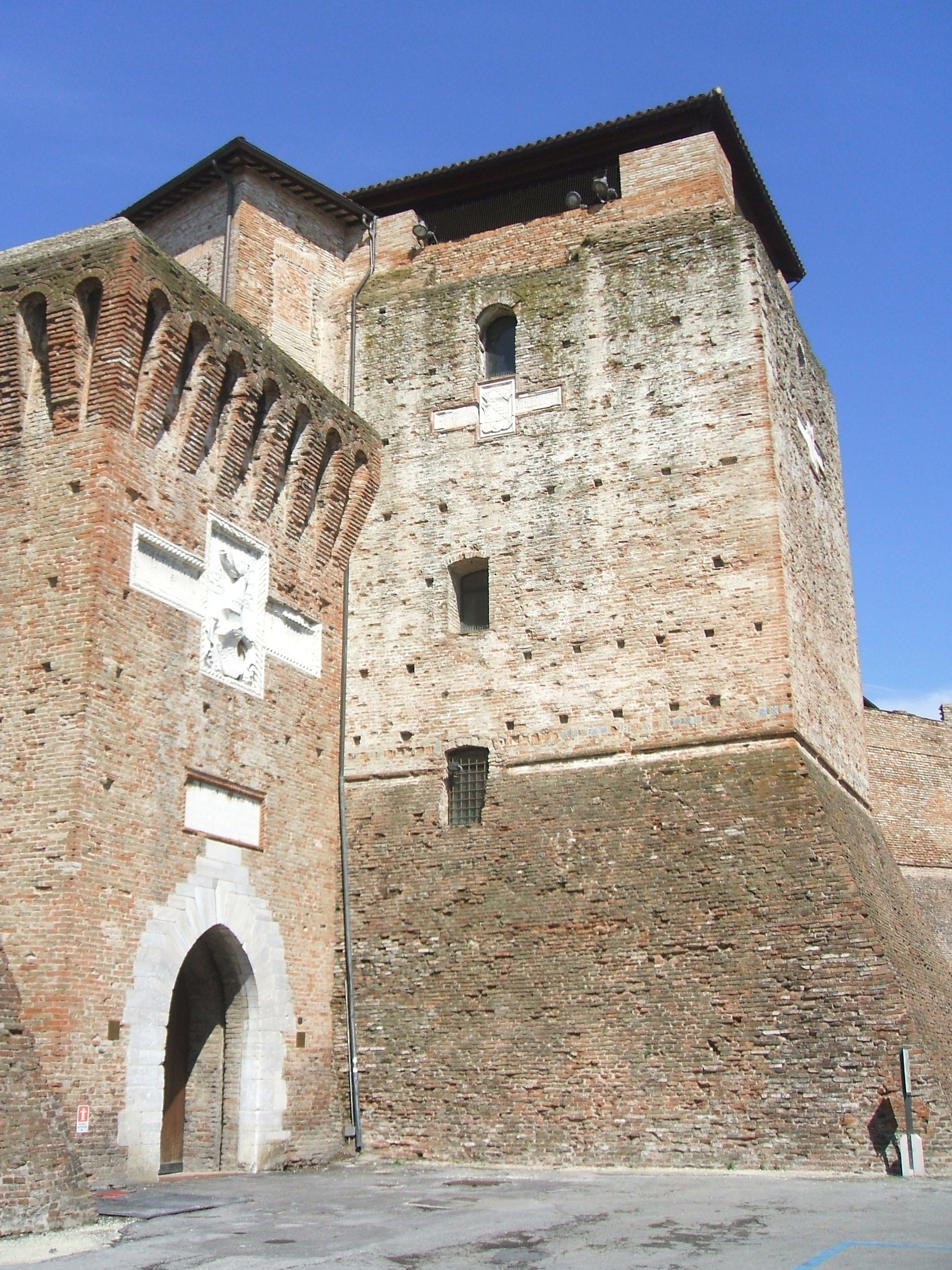
La torre maggiore e la torre d’ingresso al castello

La rocca di mezzo ha una pianta irregolare ed è chiusa da un giro di bastioni a scarpa rafforzati agli angoli da quattro torri quadrangolari (esisteva anche una quinta torre, posta all'angolo nord-occidentale del palazzo d'Isotta). I torrioni sono tutti rivolti verso la città e si affiancano a vicenda, tenendo sotto tiro tutte le direzioni d'accesso e creando un sistema difensivo con punti di tiro e di osservazione efficace contro le armi da fuoco. La disposizione delle torri accredita la tesi che il castello sia stato costruito sostanzialmente per difendere il signore dalle eventuali rivolte dei sudditi prima ancora che per difendere la città dai nemici esterni.
Le prime due torri serrano il corpo di ingresso; quella di sinistra, più bassa, è rafforzata da un riempimento di terra che ne occupa tutto il livello inferiore; la torre di destra (torre maggiore), più alta e in posizione più esterna, fungeva da torre scalare, ed ha al suo interno una scalone elicoidale che conduce ai piani superiori del mastio.
La terza torre, distrutta, è riconoscibile in parte nell'andamento planimetrico di un bastione proteso verso la piazza, mentre la quarta torre si affaccia sul lato settentrionale. Tutte le torri sono ornate nella parte superiore da stemmi malatestiani. Sulle murature dei bastioni e sulle torri, a coronamento della scarpa, corre una fascia marcapiano in formelle in maiolica smaltata decorate con la rosa quadripetala, antica decorazione araldica malatestiana.
L'ingresso verso la città avviene tramite un portale gotico, ad arco acuto, con stipiti e ghiera realizzati in conci marmorei disposti in modo classico.
Sopra al portale è posta un'epigrafe dedicatoria con un solenne testo in latino scolpito in caratteri lapidari classici, nel quale si afferma che Sigismondo eresse l'edificio dalle fondamenta nel 1446 (nonostante la rocca non fosse stata costruita ex novo), a decoro dei riminesi, e stabilì che venisse chiamato con il suo nome:"SIGISMUNDUS PANDULFUS MALATESTA PAN F. MOLEM HANC, ARIMINENSIUM DECUS, NOVAM A FUNDAMENTIS EREXIT, CONSTRUXIT QUE A.C. CASTELLUM SUO NOMINE SISMUNDUM, APPELLARI CENSUIT MCCCCXLVI". L'epigrafe, così come le due identiche poste sul lato meridionale dell'ala d'Isotta e sulla quarta torre, ha proporzioni e caratteri espressamente rinascimentali; non sembra coeva alla costruzione delle mura ed è stata interpretata come un segno della svolta introdotta da Leon Battista Alberti nel gusto della corte malatestiana.
Sull'ingresso è posto un grande stemma costituito da uno scudo con bande a scacchi, simbolo dei Malatesta, sormontato da un cimiero a testa d'elefante crestato e da una rosa quadripetala. Ai lati dello stemma è celebrato, in caratteri gotici rilevati, il nome del signore di Rimini: Sigismondo Pandolfo. 
Questo goticismo stilistico ci riporta all'ambiente di Venezia, città che rimase sempre legata al Malatesta, essendo stato Sigismondo capitano di ventura delle truppe della Serenissima. La torre d'ingresso è conclusa in sommità da una bertesca su archetti sormontata da un coronamento rastremato.

### Il palazzo di Isotta
Il “palazzo di Isotta” potrebbe essere stato edificato come un'ala residenziale temporanea, che avrebbe dovuto ospitare la corte durante i lavori per la costruzione del mastio, oppure, secondo un'ipotesi alternativa, come residenza per la giovane amante e poi terza moglie.
L'ala d'Isotta ha una pianta rettangolare e si sviluppa su tre piani, organizzati secondo uno schema distributivo molto diffuso nei castelli europei, entro muri perimetrali di eccezionale spessore (fino a tre metri). In origine il piano terra ospitava gli ambienti di rappresentanza: la sala di ricevimento e la cappella, dalla quale una scala conduceva al primo piano, dove erano gli ambienti privati (la camera e il salotto). Una seconda scala era riservata al personale di servizio e conduceva alla terrazza sommitale senza interferire con gli appartamenti signorili. Il grande ambiente dei magazzini al piano interrato, aperto da poche e piccole finestre nello spessore della muratura, comunica tramite una breve scala con uno spazio esterno rialzato ricavato sul lato sud-orientale del castello. La sistemazione attuale dello spazio interno, che fu sede del Museo delle culture extraeuropee “Dinz Rialto” tra il 1988 e il 2000, si deve ai moderni interventi di restauro. Nel passaggio che mette in comunicazione l'ala d'Isotta con l'edificio di mezzo della corte interna è riconoscibile in planimetria la torre di età romana in corrispondenza della quale il tracciato dell'antica cinta muraria cambiava direzione.
Il fronte meridionale dell'edificio, quasi interamente chiuso, presenta al livello inferiore un'iscrizione dedicatoria in latino, identica a quella dell'ingresso principale, e al primo piano una serie di mensole in pietra d'Istria su beccatelli in aggetto, che dovevano sorreggere una grande balconata coperta. Il pavimento della balconata era probabilmente realizzato in lastre di pietra d'Istria, mentre la copertura era costituita da un manto di coppi su tavole. Nella parte superiore della facciata corre una scossalina, sotto alla quale sono visibili i fori che fungevano da sostegno per le travi della copertura.
L'edificio è addossato a sud-ovest a una torre d'angolo preesistente, alla base della quale è leggibile un tratto della cinta muraria urbana, mentre si apre con una serie di finestre sul lato della corte del soccorso.

### Il mastio
Il mastio si innalza su un grande basamento a scarpa, protetto da poderosi terrapieni perimetrali spessi fino a otto metri, costituiti da due distinti paramenti laterizi collegati da setti murari, che fungevano da consolidamento statico e consentivano di fronteggiare i colpi delle armi da fuoco.
L'ingresso al mastio avviene attraverso un grande portale a sesto acuto, sotto la cui arcata è posto uno stemma raffigurante lo scudo a scacchi e, ai lati, la scritta “Sigismondo Pandolfo”, analoga a quella dell'ingresso principale al castello. Il portale immette in un piccolo cortile coperto, che comunica attraverso un passaggio con la torre scalare.
Il piano terra, ricavato dalla trasformazione di un preesistente palazzo malatestiano, costituiva un enorme basamento per il nuovo palazzo “pensile” voluto da Sigismondo, forse mai completato o forse demolito nei secoli successivi.
Questo livello del grande edificio, sistemato in un secondo momento con lo svuotamento del terrapieno artificiale, ospita un grande salone a doppia altezza adiacente alla corte, con volte a botte su pilastri, e una serie di ambienti di servizio – il pozzo, la cucina, la cantina e i magazzini – sul lato verso la piazza. Al piano terra e al piano ammezzato sono visibili resti delle preesistenti case malatestiane risalenti al XIII-XIV secolo.
Le sale del primo piano, al quale si accede percorrendo lo scalone della torre maggiore, ospitavano l'abitazione del castellano, la polveriera, un grande guardaroba per i signori ed un magazzino.
Il secondo piano o piano nobile, sede dell'appartamento signorile, rappresentava un significativo esempio di integrazione tra una dimora nobiliare ed una complessa struttura fortificata. 
Il settore del mastio prossimo al passaggio coperto di collegamento con l'ala d'Isotta ospitava l'appartamento di Sigismondo e doveva essere un punto fondamentale per tutto il sistema fortificato, per la posizione strategica da cui era possibile sorvegliare sia l'interno che l'esterno del castello. 
Sempre al secondo piano si trovavano la camera dei genevieri, l'armeria di Sigismondo e altre camere; al terzo ed ultimo livello erano sistemati due depositi di armi ed una stanza forse adibita a cancelleria del principe.
Sul lato del palazzo rivolto verso la città, sorretto dal terrapieno, si estendeva una spianata sommitale destinata all'artiglieria pesante, elemento di grande novità per l'architettura militare dell'epoca.
Gli ambienti interni del mastio avevano nomi caratteristici, forse derivati dalle pitture murali che le ornavano: sono ricordate, nell'inventario di Isotta degli Atti redatto alla morte di Sigismondo, la camera delle grillande, la camera del crocifisso (forse identificabile con la cappella), la camera di mezzo, la camera senza letto, la camera della pianchetta, la sala della morte, la sala grande e la camera dei genevieri. Le austere sale che costituivano la residenza del signore e della sua corte erano arredate con mobili, armi, tessuti e stendardi, e custodivano libri, sculture, quadri e maioliche. L'intero patrimonio andò perduto con la fine della dinastia malatestiana e la definitiva trasformazione del castello in fortezza militare.

## Mostre
- Revolutions 1989-2019: L’arte del mondo nuovo – 30 anni dopo, a cura di Luca Beatrice (6 luglio 2019 - 25 agosto 2019)[37].